# رناتا زامینگو
رناتا زامینگو (ایتالیایی: Renata Zamengo؛ زادهٔ ۱۹۴۲ میلادی) بازیگر اهل ایتالیا است.
از فیلم‌هایی که وی در آن‌ها نقش داشته است، می‌توان به عشق نافرجام، شب سن لورنزو، سوسپیریا، آپاسیوناتا، بازپرسی به پایان رسید، فراموش کنید و طبقه کارگر به بهشت می‌رود اشاره نمود.